# Mizuho Financial Group
Mizuho Financial Group, Inc. (яп. 株式会社みずほフィナンシャルグループ кабусики-гайся мидзухо финансяру гуру:пу, MHFG), также просто Mizuho — японская банковская холдинговая компания, расположенная в районе Отэмати (Токио). Mizuho Financial Group располагает активами на сумму более двух триллионов долларов США через дочерние компании Mizuho Bank (MHBK), Mizuho Trust & Banking (MHTB), Mizuho Securities (MHSC) и другие, являясь второй по величине финансовой группой в Японии, третьей банковской компанией после Mitsubishi UFJ FG и Sumitomo MFG и девятой в мире по уровню рыночной капитализации. Она находится на 59 месте в списке крупнейших мировых компаний по рейтингу Forbes Global 2000. Основные конкуренты — Mitsubishi UFJ Financial Group и Sumitomo Mitsui Financial Group.
В розничном банковском бизнесе Mizuho функционирует через большое количество филиалов (более 500) и более 11 тысяч банкоматов. Mizuho Bank является единственным банком, имеющем филиалы в каждой префектуре Японии. Он обслуживает более 26 млн японских домов.

## История
Mizuho появилась под названием Mizuho Holdings путём слияния Dai-Ichi Kangyo Bank, Fuji Bank и Industrial Bank of Japan в 2000 году. Основанная в январе 2003 года Mizuho Financial Group стала материнской компанией для Mizuho Holdings, готовящейся к реструктуризации бизнеса. В марте 2003 года MHFG стала единственным владельцем акций Mizuho Holdings, в свою очередь служившей холдинговой компанией финансовых отделов. 1 октября 2005 года все подразделения Mizuho Holdings перешли под управление Mizuho Financial Group. 

## Компании группы[4]
- Mizuho Bank (MHBK)
- Mizuho Trust & Banking (MHTB)
- Mizuho Securities (MHSC)

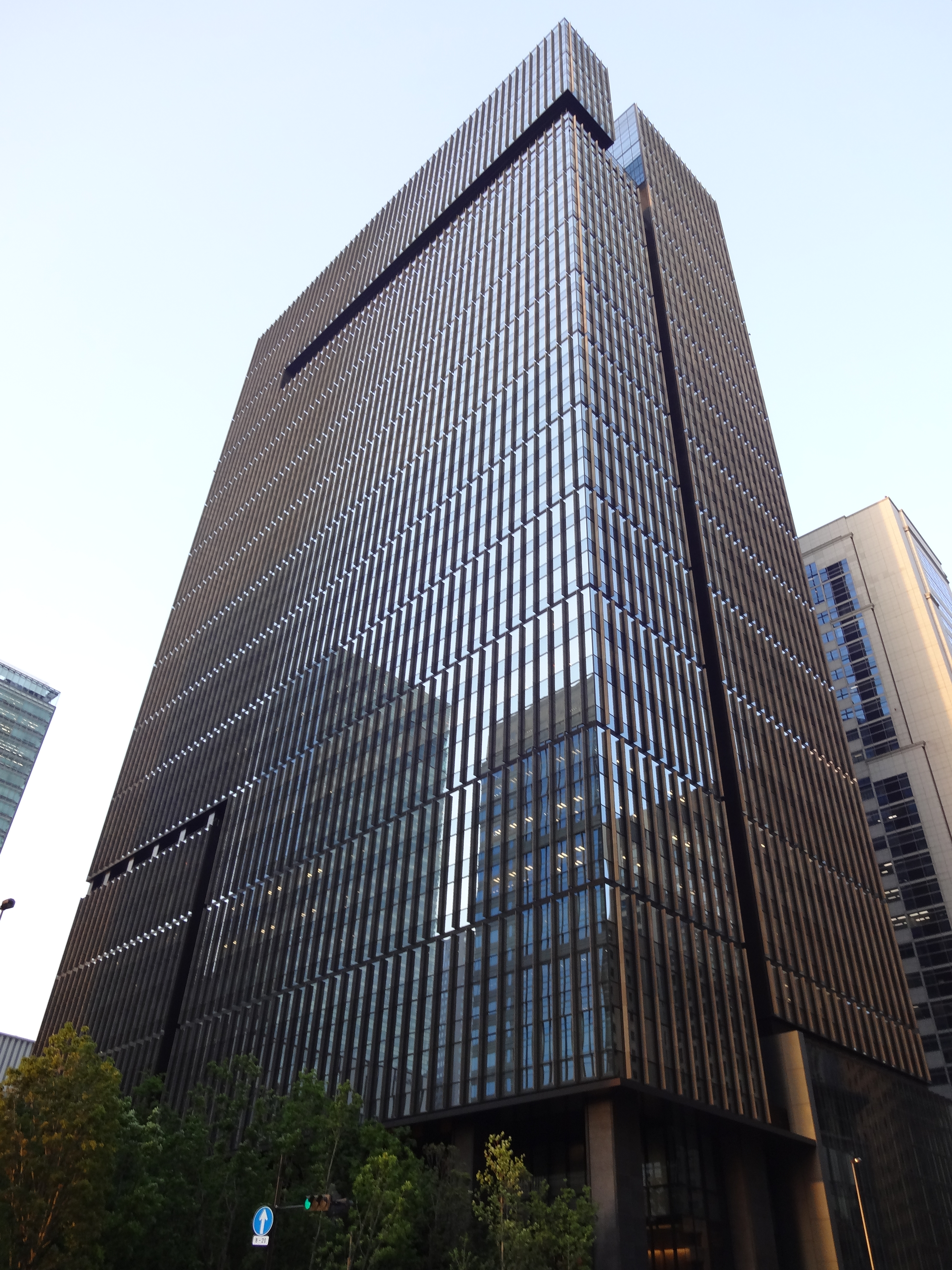
Центральный офис Mizuho Financial Group в Отэмати в здании Otemachi Tower на месте, где ранее располагалось здание Fuji Bank.

- Trust & Custody Services Bank (TCSB)
- Mizuho Research Institute (MHRI)
- Mizuho Information & Research Institute (MHIR)
- Asset Management One
- Mizuho Private Wealth Management (MHPW)